# منطقة وصاية باندونغ
منطقة وصاية باندونغ (Kabupaten Bandung) هي منطقة إدارية تقع في الجنوب والجنوب الشرقي والشرق من مدينة باندونغ. المنطقة جزء من مقاطعة جاوة الغربية الإندونيسية، وتقع على بعد حوالي 75 ميل جنوب شرق جاكرتا. مدينة سوريانغ هي عاصمة المنطقة.
أصبحت أول مدينة شيماهي مستقلة وبعد ذلك انفصلت عنها منطقة وصاية باندونغ الغربية عن المنطقة. في تعداد 2010 ، بلغ عدد السكان 3,178,543 بعد التعديلات النهائية. أحدث تقدير رسمي (لشهر يناير 2014) هو 3,418246 ، بمتوسط كثافة يبلغ حوالي 1933 لكل كيلومتر مربع.

## الإدارة
باندونغ ريجنت حاكم الحالي هو H. دادانغ M ناصر.

### المناطق الإدارية
تنقسم منطقة وصاية باندونغ إلى واحد وثلاثين حي ( kecamatan ) ، المدرجة أدناه مع المناطق والسكان في تعداد 2010:
| الحي        | المساحة كم مربع | تعداد السكان تعداد 2010 |
| ----------- | --------------- | ----------------------- |
| Ciwidey     | 47.7            | 72450                   |
| Rancabali   | 147.7           | 47351                   |
| Pasirjambu  | 203.9           | 79333                   |
| Cimaung     | 58.8            | 72308                   |
| Pangalengan | 219.2           | 138268                  |
| Kertasari   | 150.6           | 65276                   |
| Pacet       | 95.1            | 100246                  |
| Ibun        | 58.6            | 75048                   |
| Paseh       | 47.6            | 118324                  |
| Cikancung   | 38.9            | 81160                   |
| Cicalengka  | 43.5            | 108049                  |

## محميات طبيعية

تعتبر بحيرة Patenggang من المعالم السياحية الشهيرة في منطقة باندونغ

## رياضة
يوجد في باندونج ريجنسي استاد مثير للإعجاب، وهو الأفضل والمعروف في مقاطعة جاوة الغربية، وهو استاد سي جالاك هاروبات، وملعب قاعدة بيرسيكاب وبيليتا جايا جاوا بارات، الفريقان لكرة القدم من هذه المنطقة. مسار رياضي تمثيلي يقع في مدينة بانغالينجان.

## روابط خارجية
- (بالإندونيسية) الموقع الرسمي لباندونغ ريجنسي
- كومونيتاس باندونج